# Księże Kopacze
Księże Kopacze – wieś w Polsce położona w województwie małopolskim, w powiecie brzeskim, w gminie Szczurowa.  Powierzchnia wsi wynosi 77 ha.
W latach 1975–1998 miejscowość administracyjnie należała do województwa tarnowskiego.

## Położenie geograficzne
Wieś w Kotlinie Sandomierskiej, 24 km na północ od Brzeska, 3 km od mostu na Wiśle. Miejscowość położona jest nad rzeką Uszwicą. Wieś znajduje się na terenach równinnych, które niegdyś były podmokłe. Północna część wsi nad Uszwicą znajduje się na obszarze chronionego krajobrazu.
Podczas powodzi 17 maja 2010 pękły wały na rzece Uszwica w Kwikowie. Woda zalała między innymi Księże Kopacze.

## Zabytki
We wsi znajduje się posąg Matki Boskiej z Dzieciątkiem z płaskorzeźbami św. Grzegorza, św. Wojciecha i św. Marii Magdaleny z 1862 roku.

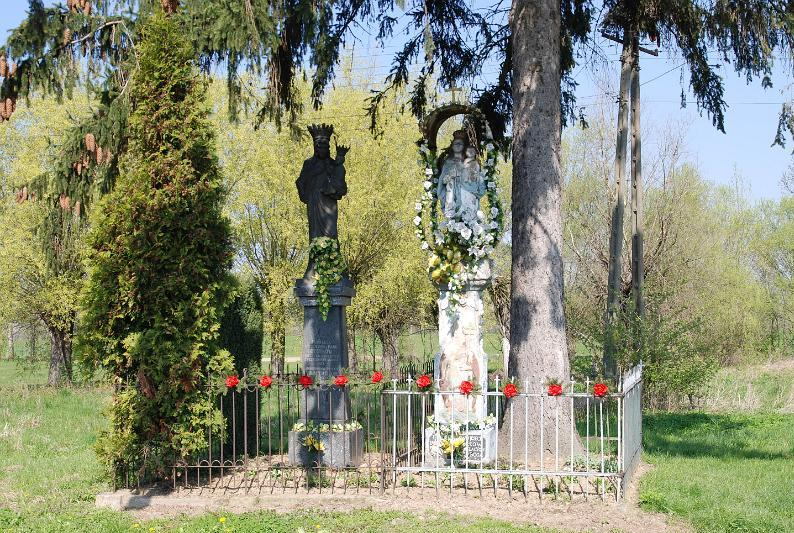
Posąg Matki Boskiej w Księżych Kopaczach

## Fauna
W regionie tym zamieszkuje ok. 4000 par bociana białego. Na Szczurowszczyźnie (w zakolu Raby i Wisły) występuje duże ich zagęszczenie – 42 pary na 100 km². Sprzyja temu krajobraz rolniczy, zwłaszcza podmokłe łąki, młaki, pastwiska, uprawy roślin motylkowych, brzegi nieuregulowanych rzek, starorzecza, stawy rybne, rowy melioracyjne, oczka wodne oraz niewielkie strugi i strumyki.
Wierni kościoła rzymskokatolickiego należą do parafii Zaborów.